# Адобогиона
Адобогиона (примерно 90 — 50 гг. до н. э.) — принцесса галатов из Анатолии. Была дочерью правителя Галатии Дейотара и сестрой Брогитара.
Была замужем за патрицием из Пергама Менодоте. Избежав отравления на банкете, она стала наложницей царя Понта Митридата VI.
Адобогиона родила царю сына Митридата I Боспорского и дочь, получившую имя своей матери. В честь любимой женщины правителя были созданы хвалебные надписи, найденные на острове Лесбос, а также её бюст, обнаруженный в Пергаме.